# Backskiste

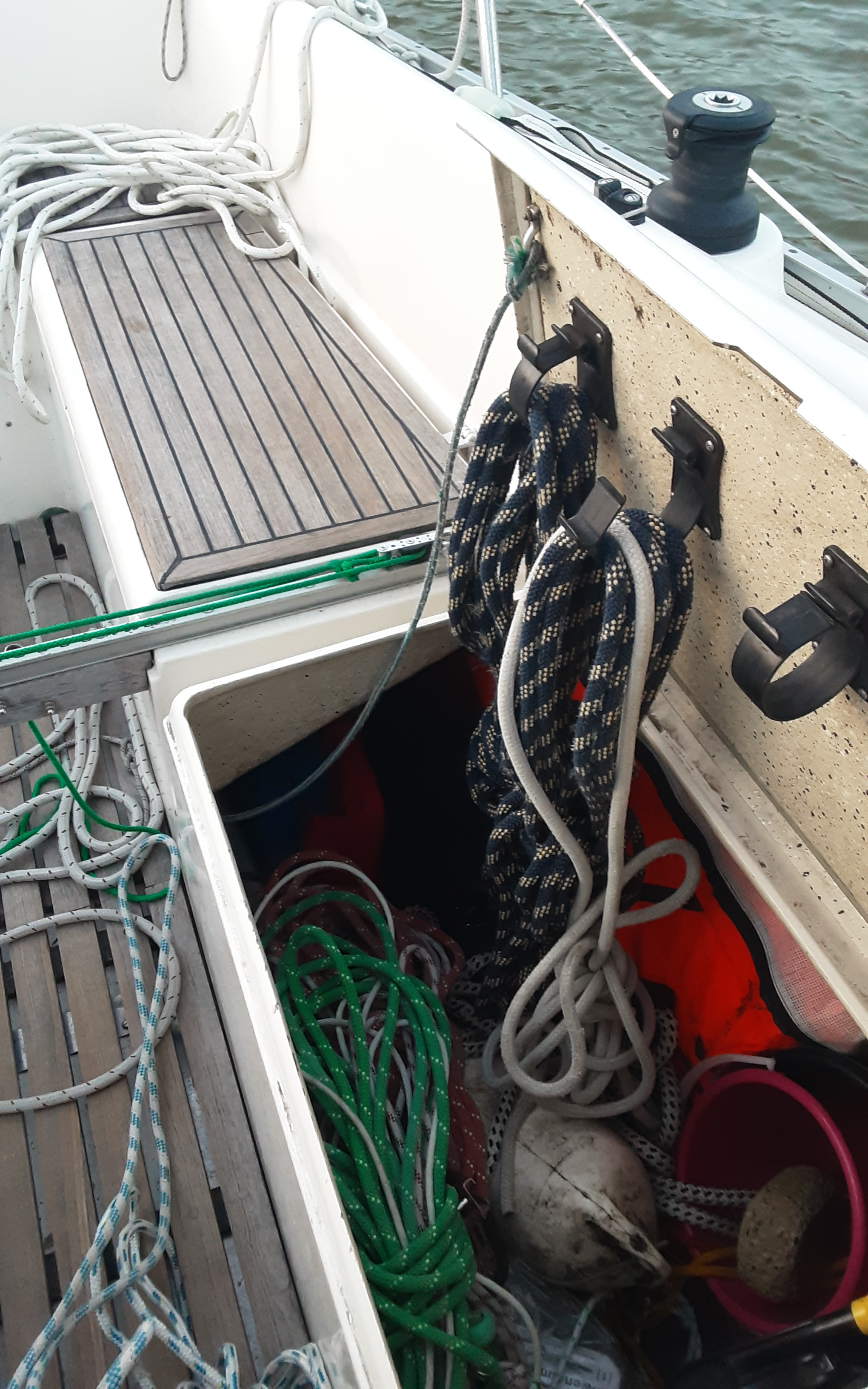
Backskiste, mit diverser Ausrüstung

Eine Backskiste ist eine von oben zu öffnende Kastenbank, Truhe oder Kiste, die in der Plicht, den Kammern oder dem Vorschiff von Segelbooten oder kleinen Schiffen eingebaut ist und gleichzeitig als Stauraum für Ausrüstung und Vorräte sowie als Sitzbank dient.